# Georg Nachtsheim
Georg Nachtsheim (* 30. Juni 1951 in Oberhausen) ist ein Generalmajor a. D. des Heeres der Bundeswehr. In seiner letzten Verwendung war er vom 9. Dezember 2010 bis zum 30. Juni 2013 Deputy Commander Headquarters Rapid Reaction Corps France in Lille/Frankreich.

## Leben
Georg Nachtsheim ist in Oberhausen geboren und wuchs in Darmstadt, Karlsruhe, Luxemburg und Mönchengladbach auf. 1970 erhielt er ein USA-Stipendium und kehrte nach einem Jahr mit einem High School Diploma nach Deutschland zurück.
Er ist verheiratet und Vater von vier Kindern. In seiner Freizeit beschäftigt sich Nachtsheim mit Politik, europäischer Geschichte und fremdsprachiger Literatur. Neben Deutsch spricht er Englisch, Französisch, Italienisch und Spanisch.

## Militärische Laufbahn

### Ausbildung und erste Verwendungen
Nachtsheim trat 1972 in den Dienst der Bundeswehr beim Panzerbataillon 314 in Oldenburg, als Offizieranwärter ein. 1973 wurde er an die Hochschule der Bundeswehr Hamburg versetzt und nahm das Studium der Wirtschafts- und Organisationswissenschaften auf. Während seines Studiums wurde er 1975 zum Leutnant ernannt.
Nach Beendigung der akademischen Ausbildung kehrte er 1976 als Diplom-Kaufmann in die Truppe zurück, im gleichen Jahr wurde er zum Oberleutnant befördert. Zunächst wurde er im Panzerbataillon 314 als Zugführer, später als S2-Offizier (Leiter Stabsabteilung S2, zuständig für Militärisches Nachrichtenwesen) eingesetzt. Nach diesen Verwendungen folgte 1980 eine Versetzung zum Panzerlehrbataillon 93 nach Munster, wo er unter Ernennung zum Hauptmann Kompaniechef wurde.

### Generalstabsausbildung und Dienst als Stabsoffizier
Von 1983 bis 1985 absolvierte Nachtsheim den 26. Generalstabslehrgang Heer an der Führungsakademie der Bundeswehr in Hamburg, wo er zum Offizier im Generalstabsdienst ausgebildet wurde. Darauf folgte bis 1986 die Teilnahme an der französischen Generalstabsausbildung an der Ecole Supérieure de Guerre in Paris. Im Jahr 1986 erfolgte auch seine Ernennung zum Major. Zurück in Deutschland wurde er Abteilungsleiter im Stab der Panzerbrigade 29 in Sigmaringen, bevor ihn sein Weg 1988 auf die Hardthöhe in Bonn führte und im Führungsstab der Streitkräfte (Fü S) im Bundesministerium der Verteidigung (BMVg) Referent in der Stabsabteilung III „Militärpolitik“ wurde. Ebenfalls 1988 erfolgte die Beförderung zum Oberstleutnant.
1991 übernahm er das Panzerbataillon 164/174 in Schwarzenbek als Bataillonskommandeur und führte es bis zu seiner Versetzung 1993 zum Supreme Headquarters Allied Powers Europe (SHAPE) in Mons/Belgien. Dort übernahm er den Dienstposten des G3 Übungen und Programm Partnerschaft für den Frieden bis Ende 1996. Anschließend folgte Nachtsheims erster Auslandseinsatz im Rahmen von SFOR in Bosnien und Herzegowina. Nach dem Auslandseinsatz kehrte er Mitte 1997 an die Führungsakademie der Bundeswehr in Hamburg zurück und wurde dort als Abteilungsleiter des Fachbereichs Sicherheitspolitik und Streitkräfte eingesetzt. Seine Ernennung zum Oberst erfolgte 1997.

### Generalsverwendungen
Bereits 1999 ging er, unter Ernennung zum Brigadegeneral erneut in den Auslandseinsatz zu SFOR, diesmal als Chef des Stabes der Multinationalen Division Süd-Ost (MND SE) in Mostar. Im Anschluss erhielt er sein zweites Truppenkommando, als er am 24. Oktober 1999 die Deutsch-Französische Brigade in Müllheim als Brigadekommandeur übernahm. Während dieser Zeit absolvierte Nachtsheim seinen dritten Auslandseinsatz bei SFOR, diesmal jedoch als Chef des Stabes im Hauptquartier in Sarajevo.
Am 28. September 2001 übergab er das Kommando über die Brigade an seinen französischen Nachfolger Général de brigade Bernard Oberto. Nachtsheim wechselte nach Straßburg zum Eurokorps und wurde dort als Stellvertretender Chef des Stabes Unterstützung (DCOS Support) eingesetzt. Im Anschluss an diese Verwendung wurde er als Abteilungsleiter II (Ausbildung und internationale Beziehungen des Heeres) zum Heeresamt nach Köln versetzt.
Am 3. September 2007 kehrte Nachtsheim wieder zum Eurokorps zurück und wurde dort Chef des Stabes. Diesen Posten gab er im Oktober 2009 an den spanischen Brigadegeneral Alfredo Ramírez ab und absolvierte im Anschluss daran in Vorbereitung auf seine künftige Verwendung eine Sprachausbildung. 2010 wechselte er als Member an das Royal College of Defence Studies nach London (Vereinigtes Königreich). Zum 1. Januar 2011 hat Nachtsheim schließlich unter Beförderung zum Generalmajor im französischen Lille von Generalmajor Karl-Heinz Ackermann den Posten des Deputy Commander Headquarters Rapid Reaction Corps France übernommen.

### Auszeichnungen
- Ehrenkreuz der Bundeswehr in Gold
- SFOR Einsatzmedaille der Bundeswehr
- Commandeur de l´Ordre de la Couronne (BEL)
- Officier de l’Ordre national du Mérite
- Officier de la Légion d’Honneur (O. LH)
- Meritorious Service Medal (US)
- NATO Medal for Service on Operations (3)